# Обявявам ви за законни Чък и Лари
„Обявявам ви за законни Чък и Лари“ (на английски: I Now Pronounce You Chuck & Larry) е американски комедиен филм от 2007 г. на режисьора Денис Дуган, по сценарий на Бари Фанаро, Александър Пейн и Джим Тейлър, и във филма участват Адам Сандлър и Кевин Джеймс. Филмът е пуснат в Съединените щати на 20 юли 2007 г. от Universal Pictures, и е първата роля на Сандлър във филм на Universal Pictures след „Непробиваем“ (1996).